# Calvaires et croix de Rombach-le-Franc
Cet article décrit les calvaires et croix qui jalonnent les routes et sentiers de Rombach-le-Franc

## Situation et bref historique
Il existe environ dix-huit calvaires qui se trouvent au bord des routes et sentiers forestiers de la commune et font partie de notre environnement, à tel point que les promeneurs n'y prêtent même plus attention. Ils sont le plus souvent en grès ou sculptés et représentent tous un témoignage de foi des anciens habitants. Du village à la lisière de la forêt, un nombre de calvaires de grès s’érige en signe d’un événement heureux ou malheureux. Cette coutume d’implanter des croix prend naissance au XVIIe siècle et s’amplifie au XVIIIe siècle pour se perpétuer jusqu’au XIXe siècle. Ainsi en parcourant les endroits les plus divers, le promeneur découvrira-t-il des calvaires qui correspondent à de véritables ex-voto. De nombreuses croix rappellent un événement, comme la mort d’une personne très chère dont on demande le repos de l’âme du défunt. D’autres croix dressées indiquent l’endroit où s’est produit un accident mortel. Signe de gratitude ou de supplication, les calvaires constituent d’émouvants vestiges liés à l’histoire locale. Tous les calvaires ont une histoire et une raison d’être là. Malheureusement le temps a effacé une partie des souvenirs et les anciens ne sont plus là pour témoigner. Ériger une croix était souvent un acte de dévotion et prier devant elle c'était gagner des indulgences. Souvent les prières demandées sont gravées sur les croix. Un calvaire implanté à l'entrée du village répondait au souci de préserver les habitants de toutes sortes de malédictions. Les calvaires au bord des chemins ou des chapelles étaient souvent utilisés comme stations lors des processions des rogations. On appelle rogations les processions qui avaient lieu tous les ans, le jour de la Saint-Marc (25 avril) et les trois jours qui précèdent l'Ascension. Leur origine remonte au VIe siècle. Au cours de la grande procession qui se déroulait le premier jour, on s'arrêtait quatre fois. À chaque arrêt, le prêtre lisait le début d'un texte de chacun des quatre évangélistes. À Rombach-le-Franc, la veille de l'Ascension, la procession partait de l'église Sainte Rosalie pour se rendre d'abord au Cheval Poirier et de là passait par les beaux-champs en aboutissant à la croix de Saint-Marc. Les autres jours, on entamait un autre circuit, vers les calvaires de la Hingrie, puis vers la Chambrette. À chaque cortège les fidèles s'arrêtaient à la hauteur des croix pour prier. Depuis quelques années, la Fédération des Sociétés d'histoire et d'archéologie d'Alsace mène un inventaire complet des milliers de petits monuments d'Alsace dont les calvaires pour les sauver de l'oubli et d'éventuelles destructions. Elle intervient auprès des collectivités locales et départementales et du ministère de la culture pour tenter de sauvegarder tous ces petits monuments: bornes, calvaires, et petites chapelles.

### Les différents types de calvaires
On distingue actuellement différents types de calvaires :
- les croix des morts : mis en place à la suite du décès d'un être cher dont on demande des prières
- les croix offrant des indulgences : les prières demandées, Ave ou Pater, sont généralement indiquées au pied du calvaire. Selon la formule consacrée, la récitation de la prière permet d'obtenir des indulgences plénières
- les croix commémoratives : elles marquent un évènement tragique, décès, accident, meurtre
- croix de mission
- croix de Jubilé
- croix de dévotion: ces croix financées par de riches familles auprès de sculpteurs locaux représentent un signe de témoignage pour la foi chrétienne
- les croix votives: en reconnaissance pour un vœu accompli

Toutes ces croix sont implantées le long des chemins du village et sont amoureusement entretenues par des voisins et fleuries tout au long de l'année.

### La croix du Foa

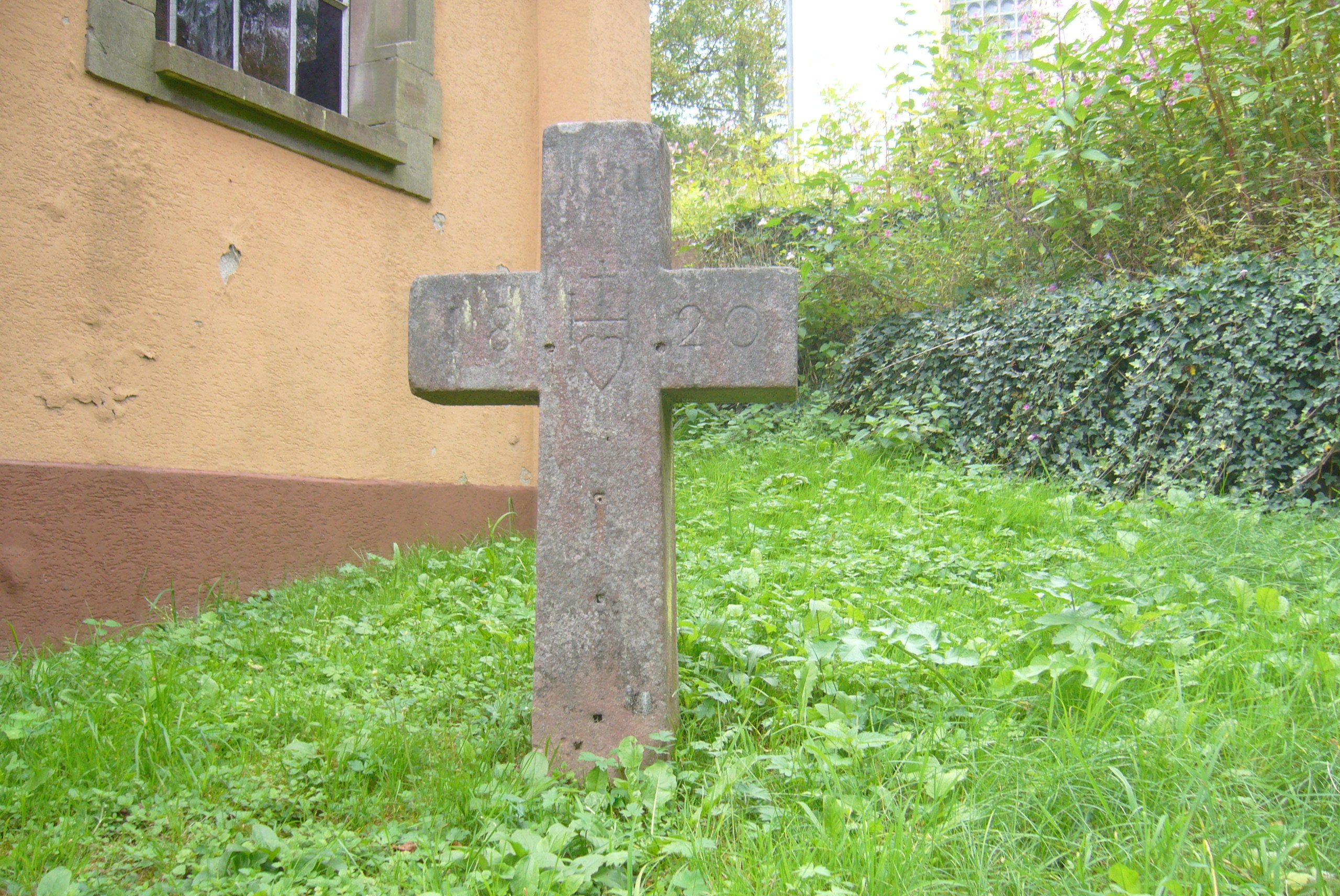
Croix du Foa (Hingrie) à Rombach-le-Franc (1820)

Érigée en 1820. Elle se trouve en bordure du chemin à côté de la chapelle de la Hingrie, vers le ruisseau du Volbach et représente une croix toute simple en grès du pays. Elle a une hauteur de 1,07 m. La longueur et la profondeur de la croix est de 19 cm.

### Croix du Chaud Rain

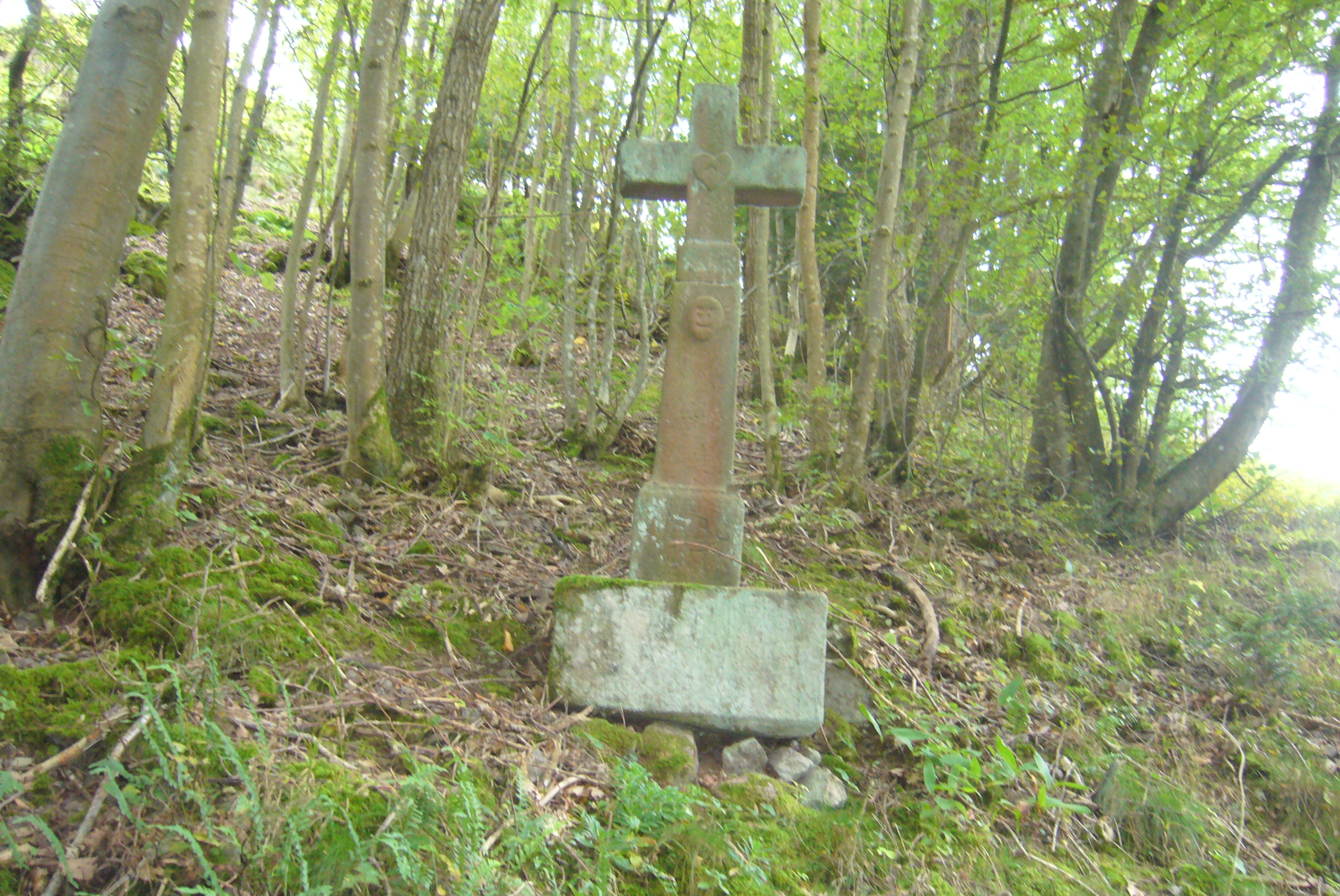
Croix du Chaud Rain (Hingrie) à Rombach-le-Franc (1775)

La croix se trouve après la chapelle de la Hingrie sur le chemin en partant à gauche, vers l'ancienne ferme Conreaux et H. Pauly sur un chemin en pente située 50 mètres plus loin. Elle se trouve en lisière de la forêt au lieu-dit du « Chaud Rain » . Elle a été taillée en grès du pays et porte l’année 1775. Selon Edmond Didierjean, un historien local, cette croix est représentée par une tête avec des rayons qui pourrait être celui du roi Soleil. La légende rappelle que Louis XIV serait passé par ce chemin pour emprunter la route du sel. Le chemin serait aussi celui utilisé par les seigneurs du château de Bilstein (Urbeis) et le château d'Échéry au petit Rombach, et qui a été baptisé « la route des Herr » par les habitants du Val de Villé. C’était l’unique trajet fréquenté dans le temps depuis Rombach-le-Franc pour se rendre au col de Schlingoutte, la Hingrie et le col du Creux-Chêne, le Grand Rombach et le Petit Rombach et qui passait par la forêt du Chaud Rain et qui rejoint aujourd’hui le « chemin des Allemands ».
- Longueur : 1,42 m
- Largeur : 28 cm
- Profondeur : 27 cm

### Croix Gaucher

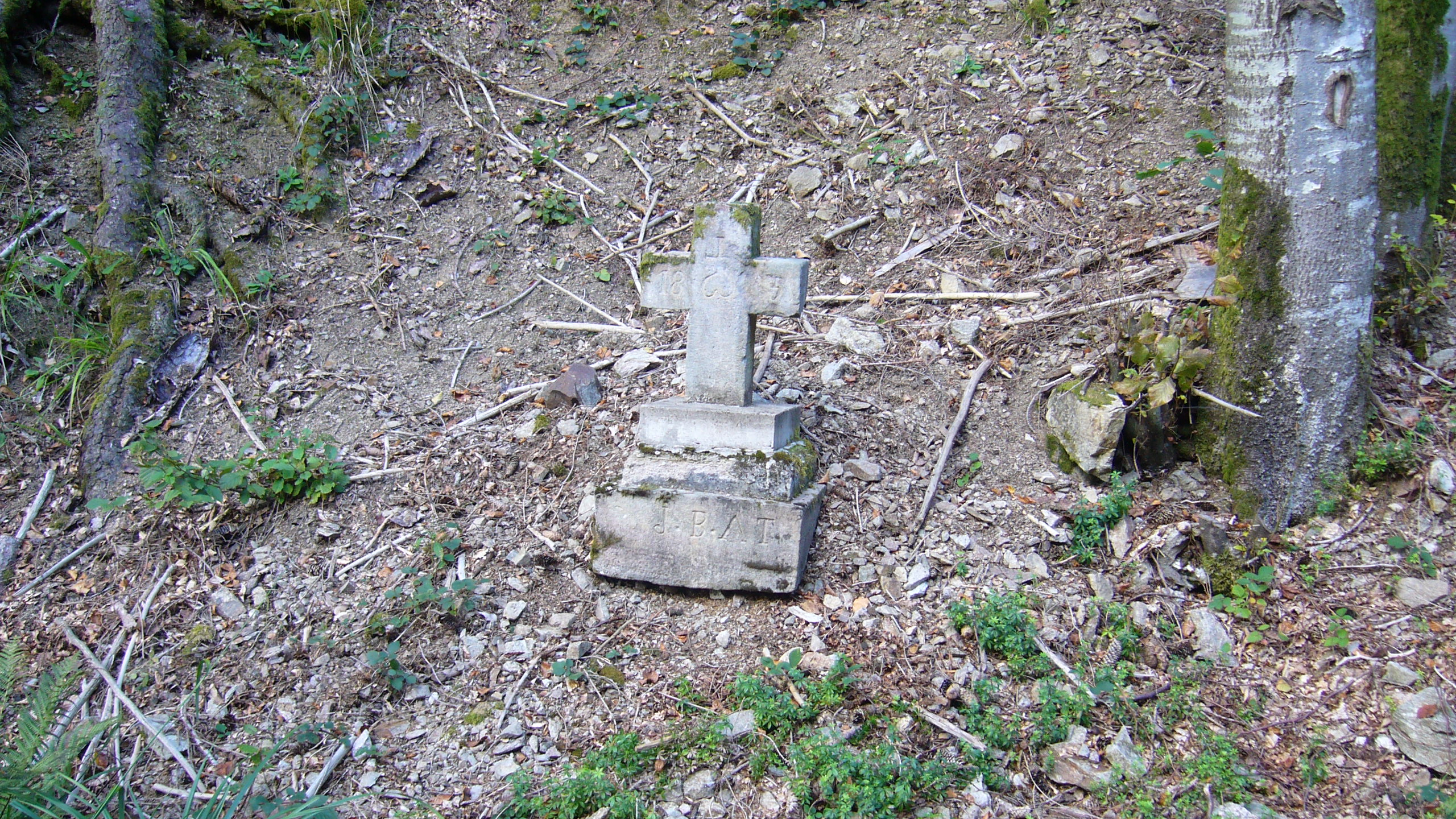
Croix Gaucher à Rombach-le-Franc

Croix édifiée en hommage à Jean Baptiste Antoine, bûcheron tué accidentellement en schlittant du bois. Elle est située au fond de la vallée de la Hingrie, entre la ferme Conreaux et le col de Noirceux sur le nouveau chemin. La croix abîmée indique le millésime 18-5, la troisième lettre n’étant plus lisible. La croix est établie à la sortie du vallon de la Hingrie. Après le refuge du club vosgien prendre la route des Allemands jusqu’à l’intersection où l’on trouve plusieurs chemins. Prendre le chemin qui part à gauche balisé par une panneau indiquant un chemin interdit aux véhicules (R 331-3) La croix est située environ 800 mètres plus loin après un tournant, près du ruisseau du Volbach et sur la parcelle forestière no 35. On peut la voir un peu à l’écart de la route légèrement vers la montée du tournant, cachée par la végétation abondante en été. Il s’agit d’un petite croix en grès où est gravé au bas le nom d’un certain Jean Baptiste. D’après Edouard Verdun, ancien bûcheron, la croix se trouvait auparavant sur le bord du chemin du Chaud Rain qui mène vers Bestegoutte. Elle avait été renversée lors d’un débardage et réinstallée un peu plus en avant du chemin au tournant et à l’écart de celui-ci. La croix repose sur un socle carré qui fait 52 cm de chaque côté, surélevé par un autre plus petit sur lequel repose la croix. Derrière le socle de la croix se trouve une inscription plus récente : B.C. 5. 10 000 vraisemblablement inscrit par un bûcheron.
- Hauteur de la croix : 1,10 m (à partir du socle) – La croix elle-même a une hauteur de 56 cm
- Largeur : 46 cm
- Profondeur : 40 cm

### Croix de Bestegoutte

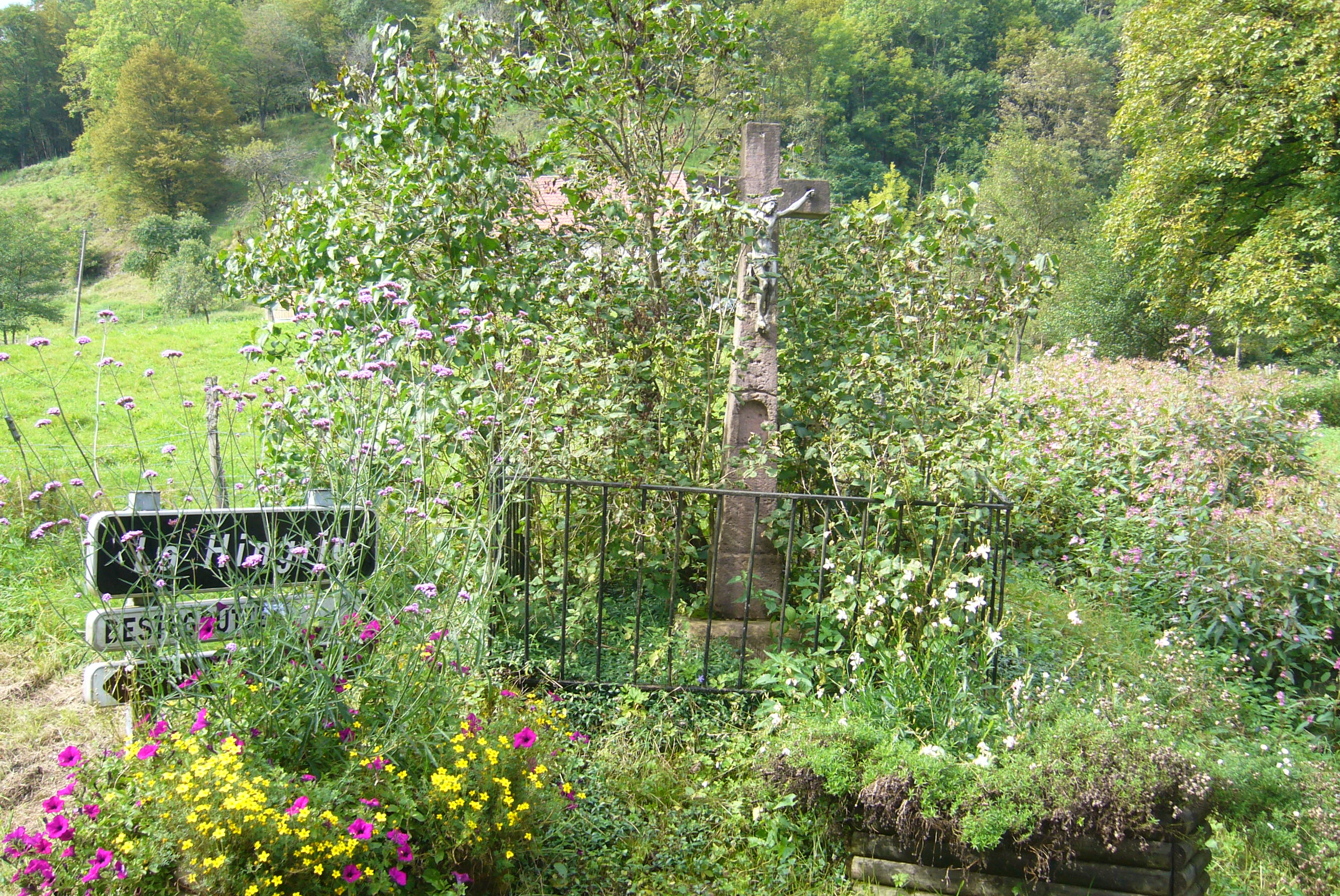
Calvaire de Bestégoutte à Rombach-le-Franc envahi par la végétation (1879)

Cette croix est établie à l’intersection du chemin de Bestegoutte et de la Hingrie à environ 1 km du camping, au confluent du ruisseau de Bestegoutte et du Rombach, et 100 mètres avant le chemin qui se dirige vers le Creux-Chêne. C’est une croix en grès entourée d’une barrière métallique, haute de 1,80 m comportant une niche. Cette dernière a aujourd’hui disparu. Selon une habitante de Bestegoutte, la croix aurait été proposée à l’édification par la famille Bâtot en hommage à un frère qui a disparu en Russie à la suite de la désastreuse campagne napoléonienne. L’un des Bâtot se serait marié avec un Tonnelier. La croix a été ensuite érigée plus tard aux frais d'Anna Gasperment, veuve de Georges Tonnelier, exploitants agricoles qui habitaient les lieux, et bénie le jour des Rogations le 20 mai 1879 par Alexandre Bresson. Le Christ en fonte a été offert par un descendant de la famille de Joseph Tonnelier.
- Décision épiscopale du 09.05.1879
- Indulgence septennale accordée le 09.05.1879 (123/63)
- Bénédiction le 06.05.1866
- Hauteur de la croix : 2,10 m
- Largeur : 28 cm
- Profondeur : 28 cm

### Croix de Biagoutte

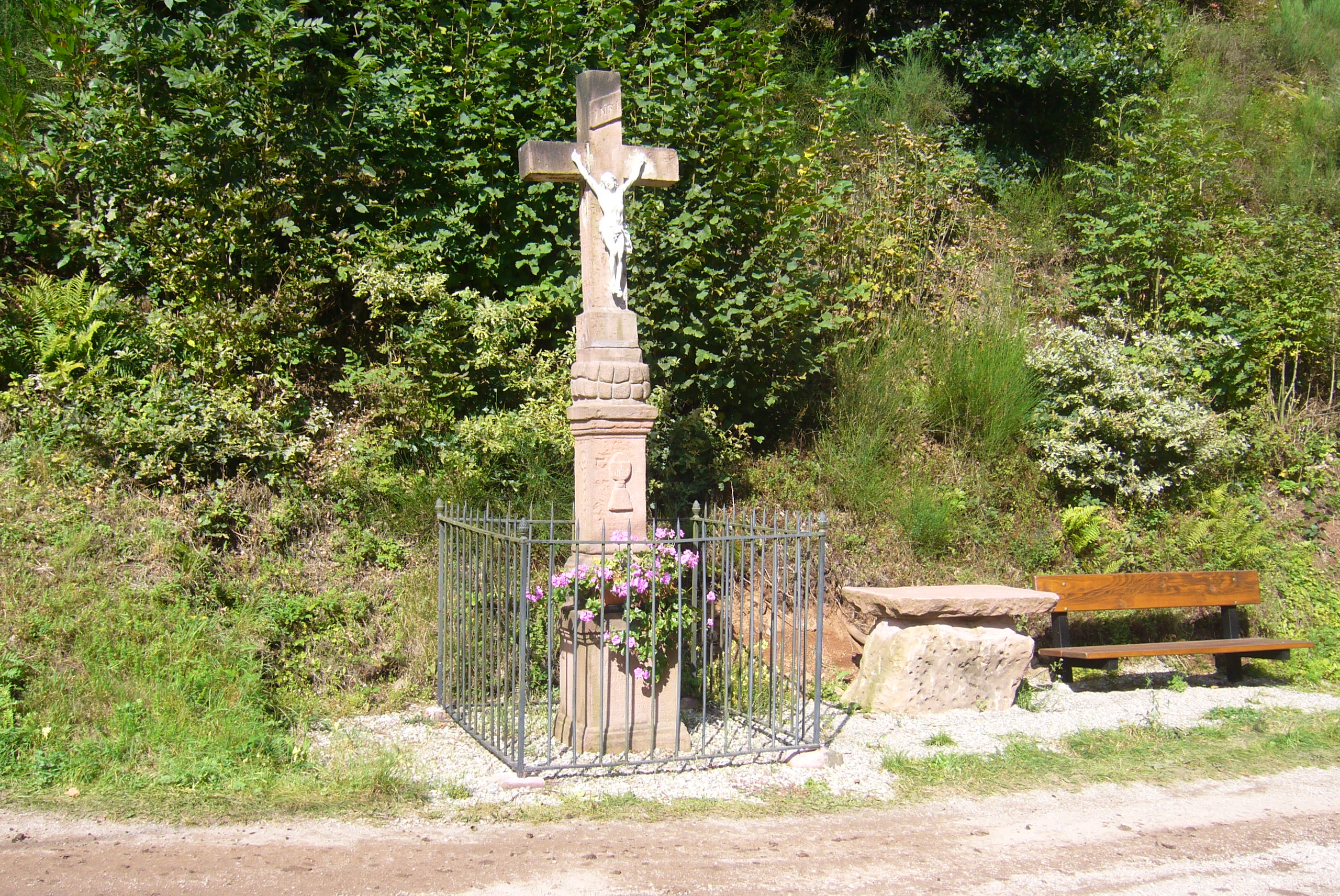
Croix de Biagoutte à Rombach-le-Franc (1883)

Croix érigée le 21 juin 1883 à l’initiative de Joseph Velcin de Biagoutte (né le 9.7.1833 + le 14.12.1883) et de sa femme Chenal Marie Anne (née le 5.4.1836 + le 31.01.1913). Le calvaire se trouve au bord de la route qui part vers le vallon de la Hingrie, avant le terrain de camping des Bouleaux. C’est l’abbé Alexandre Bresson, curé de Rombach-le-Franc, qui bénira la croix le 29 juillet 1883.
- Décision épiscopale du 25.04.1883 (reg.165/57)
- Indulgence septennale de 40 jours : la  récompense promise pour ceux qui prieront en ce lieu : 5 pater, 5 ave, symbole des apôtres ou credo
- Hauteur de la croix : 3,50 m - Largeur : 28 cm - Profondeur : 26 cm

### Croix de Pierreusegoutte

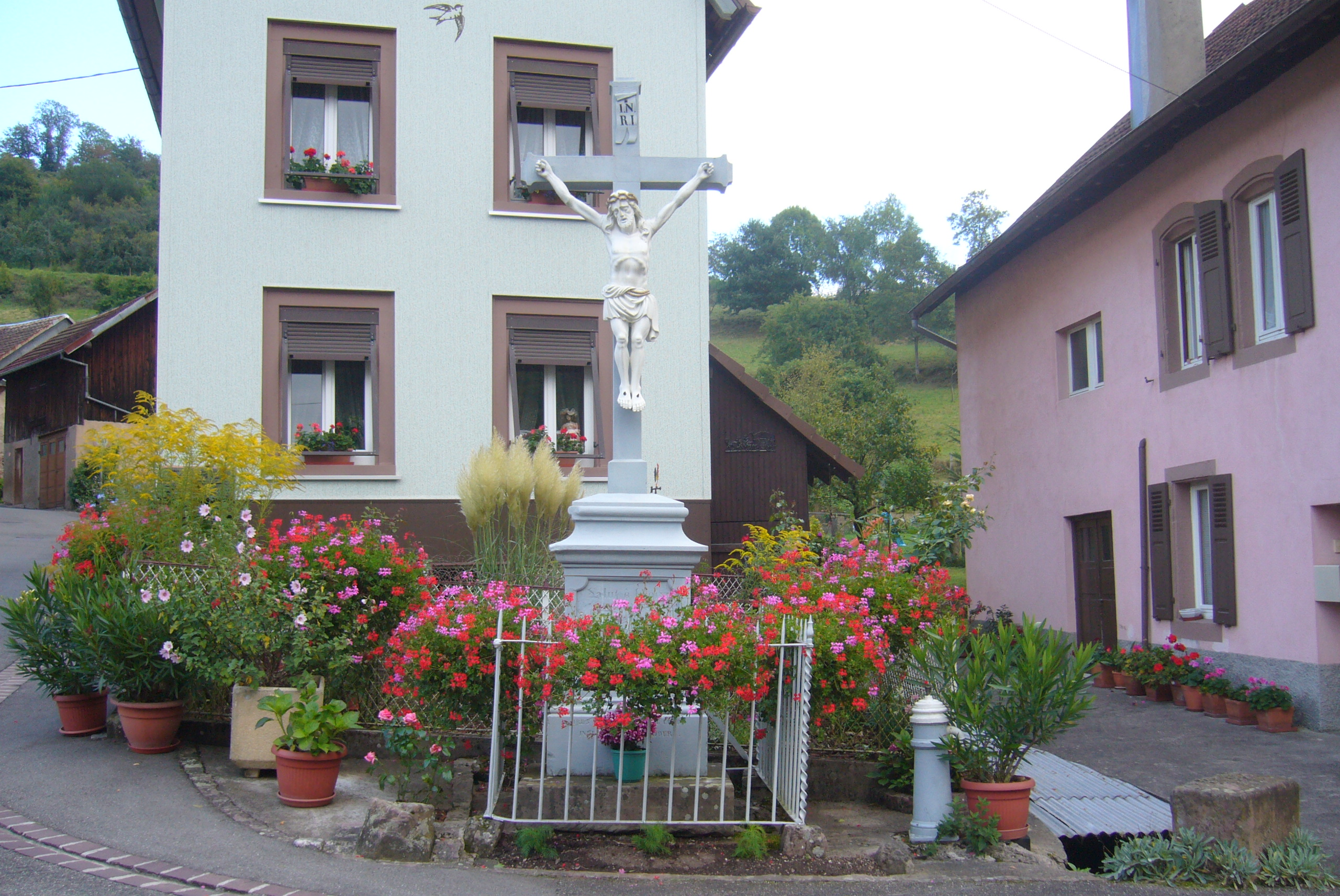
Calvaire de Pierreusegoutte à Rombach-le-Franc (1864)

Érigée le 19 octobre 1864 par MM.N.Riotte et C. Repplé et bénie par le curé du village Joseph Maurer le 23 octobre 1864.
- Hauteur de la croix : 4,10 m
- Largeur : 85 cm
- Profondeur : 56 cm
- Indulgence : 5 pater, 5 ave
- Décision épiscopale le 19.10.1864 renouvelée pour 7 ans les 09.01.1872 et 06.03.1879

### Croix du Chamby

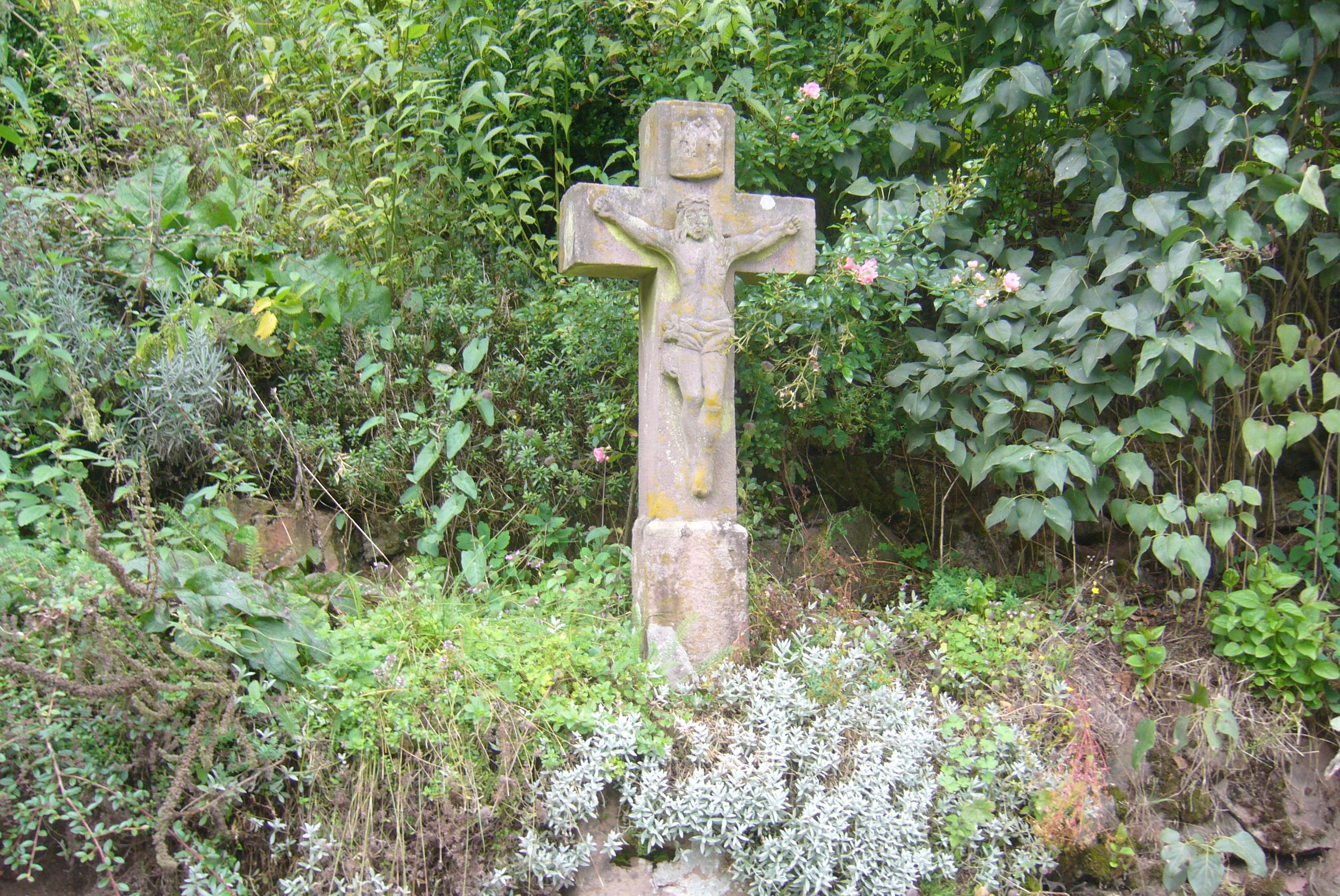
Croix du Chamby à Rombach-le-Franc

La petite croix du Chamby aurait été construite à la fin du XVIIIe siècle pour remémorer la mort d’une petite fille qui s’est noyée dans une fontaine située quelques mètres plus bas. La croix construite en grès du pays représente un Christ taillé dans la pierre. La croix se trouve sur la route qui conduit à la Hingrie et aurait été financée par les familles Finance et Lauglaude. Aucune inscription ni date ne figurent sur la pierre. Cette croix a été exécutée sobrement par un tailleur de pierre du village et travaillé dans un bloc de grès rose provenant des pentes du Chalmont.Sur la croix ne figure aucune inscription. Selon d'autres informations non vérifiées, cette croix a été récupérée, lors des fouilles du XIXe siècle, sur l'ancien emplacement du prieuré de Lièpvre et transférée à Rombach-le-Franc.

### Croix du Feignet

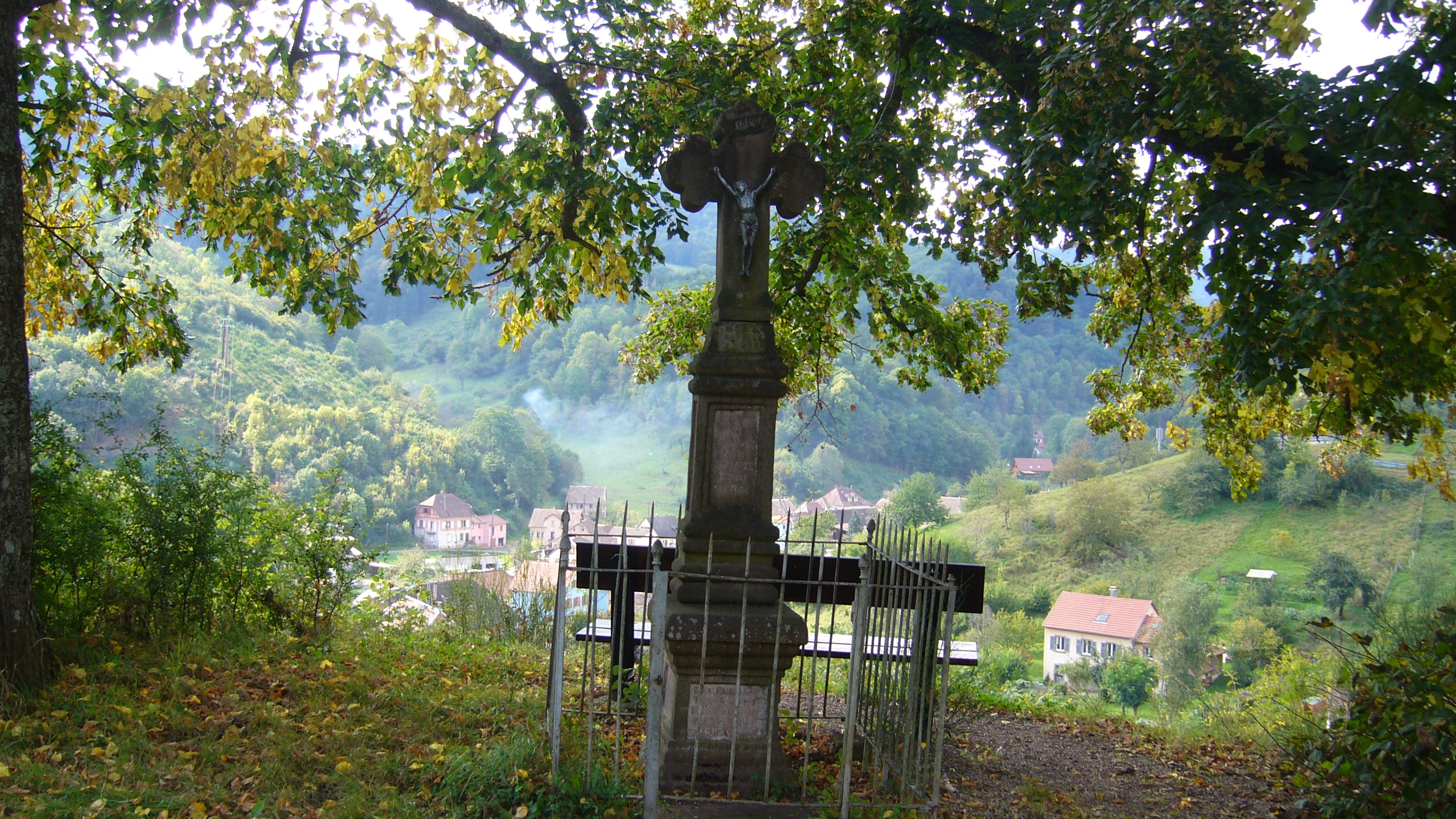
La croix du Feignet et au loin la Biaise à Rombach-le-Franc (1885)

Située sur le chemin qui mène au Cheval Poirier au lieu-dit du Feignet à 343 mètres d'altitude.. Elle est aussi connue sous le nom de croix Propeck du nom de son donateur. Erigée en 1885 par Georges Propeck et son épouse Catherine Antoine. La croix en pierre de taille a été installée par J. Jardel, tailleur de pierres et bénie par Alexandre Bresson, curé de la paroisse. Dans les temps anciens, les paroissiens de Rombach-le-Franc se rendaient à l’endroit en procession jusqu’à la Croix de Grandgoutte à l’occasion des Rogations (en mai).
- Décision épiscopale du 6 mai 1885 (reg.5/83)
- Indulgence septennale de 40 jours
- Récompense promise pour ceux qui prieront en ce lieu : 5 pater, 5 ave et symbole des apôtres (credo)
- Hauteur de la croix : 2,90 m
- Largeur : 57 cm
- Profondeur : 57 cm

### Croix de la Chambrette

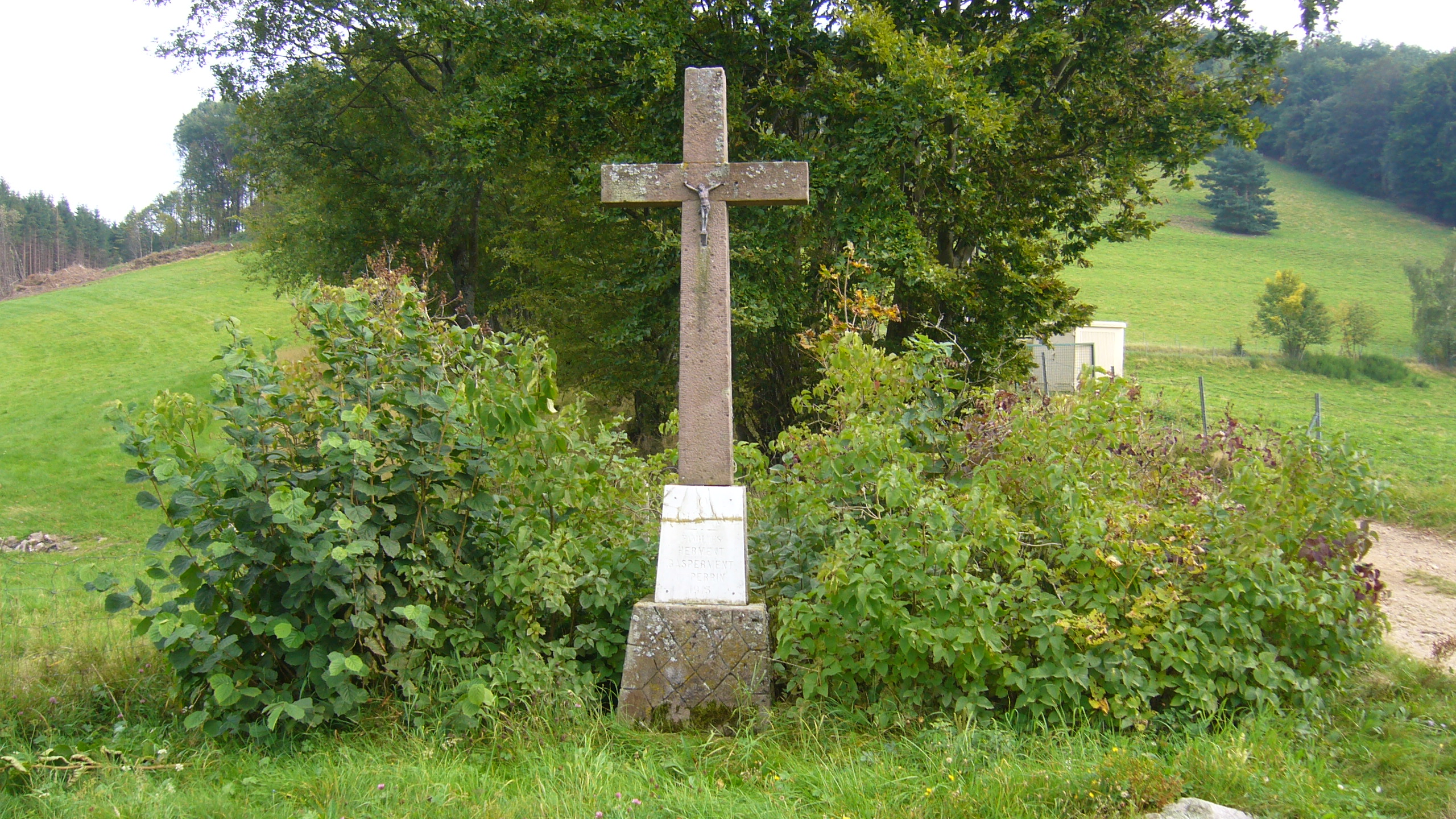
Croix de la Chambrette à Rombach-le-Franc (1915)

Située à la Chambrette et construite en 1915 à l’initiative des familles alliées, MM Gasperment, Herment et Perrin. La chambrette est facilement accessible depuis Rombach-le-Franc par une voie goudronnée sur la route qui commande l’entrée de la Hingrie, et par la forêt depuis le Rain de l’Annot qui conduit vers la Hingrie de même qu’à partir du chemin qui va au Creux-Chêne. La Chambrette se trouve sur un plateau séparant le hameau du Grand Rombach et celui de la Hingrie. Depuis le Grand Rombach on peut y accéder par le chemin forestier du Creux-Chêne. La croix aurait été érigée pour demander la protection divine contre les méfaits de la guerre 1914-1918. La famille alliée à l’origine de la croix pensait ainsi éviter le départ des hommes au combat. Le père Herment avait effectivement réussi à se soustraire à l’obligation militaire, mais comble de malchance il est décédé prématurément. Sa veuve (nom de jeune fille Perrin) s’est alors remariée avec un Gasperment.
- Hauteur : 2,90 m
- Largeur : 28 cm
- Profondeur : 35 cm

### Croix de Grandgoutte

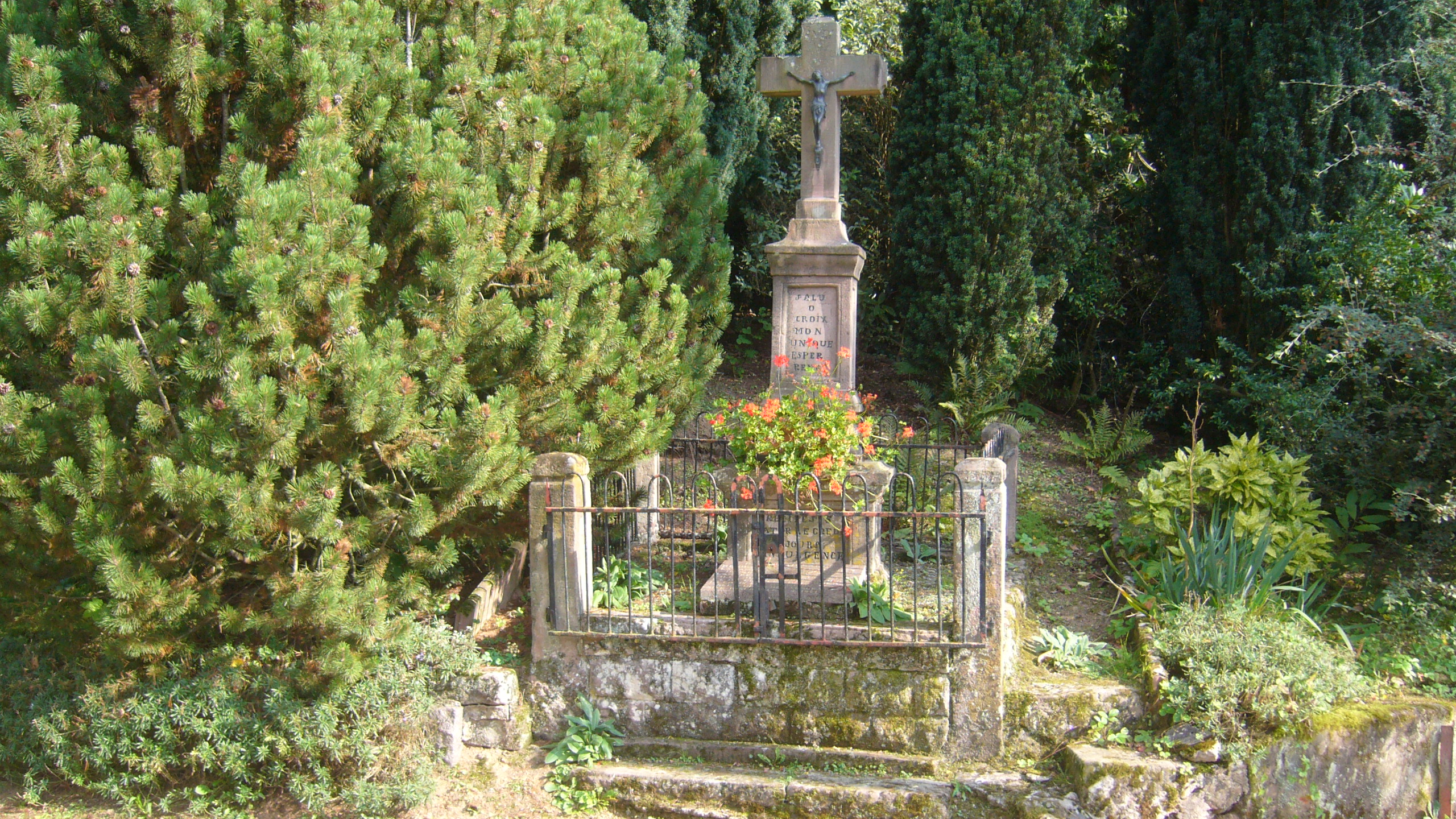
Calvaire de Grandgoutte à Rombach-le-Franc (1873)

Croix financée en 1873 par Vincent Million et sa sœur Catherine, veuve de François Hinsinger décédé en 1873 à l’âge de 50 ans. Elle a été bénie par Joseph Maurer le 21 mai 1873. Cette croix a été installée semble-t-il en reconnaissance de la protection divine pour avoir préservé les ancêtres Million de l’échafaud. C’est en effet en août 1792 que la ferme de Nicolas Million et de son épouse est prise d’assaut par les révolutionnaires. On leur reproche d’héberger des prêtres récalcitrants, dont l’abbé Boulanger, premier curé de Rombach-le-Franc. On leur fait savoir qu’ils risquent l’échafaud, sauf s’ils livrent les proscrits avec en plus une prime. Mais Nicolas Million affirme avec force qu’il ne cache personne. Les révolutionnaires fouillent alors toute la ferme et montent au grenier où ils transpercent une à une les bottes de paille, à l’exception des deux dernières où se trouvent effectivement les prêtres. Un soldat en arrivant sur les deux dernières bottes demande de rebrousser chemin précisant au passage « ce n’est pas la peine de fouiller plus loin car il n’y a rien ». On ne saurait jamais si le soldat chargé de fouiller les bottes avait aperçu les fugitifs, mais cela est tout à fait probable. On trouve à l’époque des soldats qui mettent peu d’empressement à arrêter les prêtres, contrairement à leurs chefs. Pour la famille Million le ciel venait d’opérer un miracle en protégeant les fermiers et les deux prêtres qui étaient cachés. C’est donc pour perpétuer le souvenir de cette rocambolesque affaire que les descendants ont pris la décision d’installer sur un terrain communal une croix. Vincent Million et sa sœur ont demandé à leurs enfants de tout faire pour conserver cette croix, même si la ferme de Grandgoutte devait être démolie un jour. Ils ont demandé à leurs enfants de transmettre ce vœu à leurs descendants afin que le souvenir persiste à travers les ans. Les enfants de Vincent Million ont promis de veiller à entretenir la croix afin de perpétuer la foi catholique contre les excès de toutes sortes et d’exalter le souvenir de cette tragique épopée qui a failli coûter la vie à leurs ancêtres. En 1980, la petite fille Julie Marchal, épouse de d'Achille Guiot, et Charles Hinsinger font rénover la croix.
- Indulgence septennale de 40 jours
- Décision épiscopale du 16.05.1873, renouvelée le 17.11.1880
- Hauteur de la croix : 2,00 m - Largeur : 75 cm - Profondeur : 62 cm

### Croix du Cheval Poirier

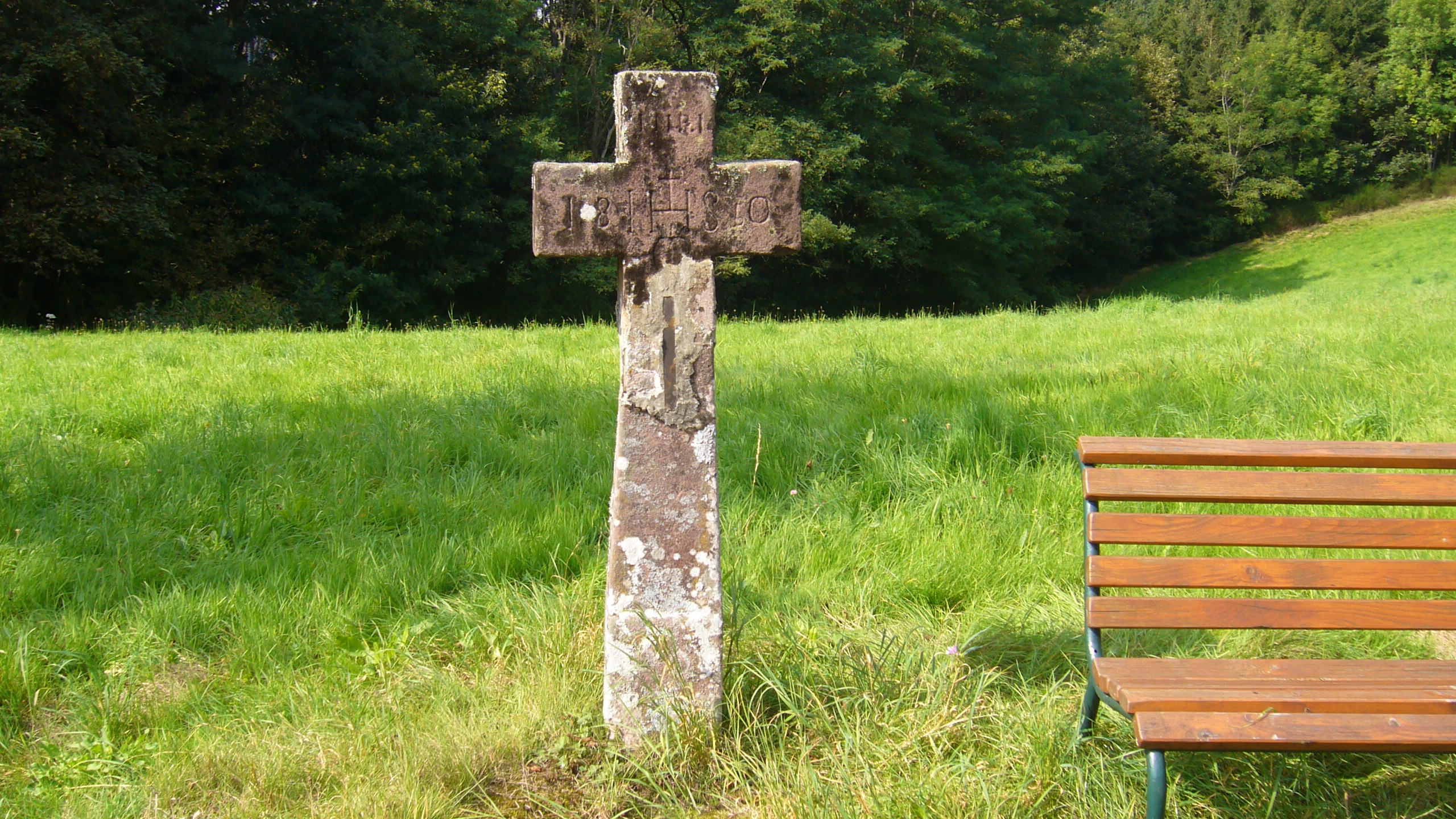
Croix du Cheval Poirier à Rombach-le-Franc (édifiée en 1850)

Appelée également Croix Julien, elle a été érigée en grès du pays par Rosalie Philippe en 1850.
- Décision épiscopale du 17.05.1865, renouvelée le 25.05.1872 et du 11.05.1879
- Hauteur de la croix : 1,60 m
- Largeur : 25 cm
- Profondeur : 21 cm

### Croix de Prérébois

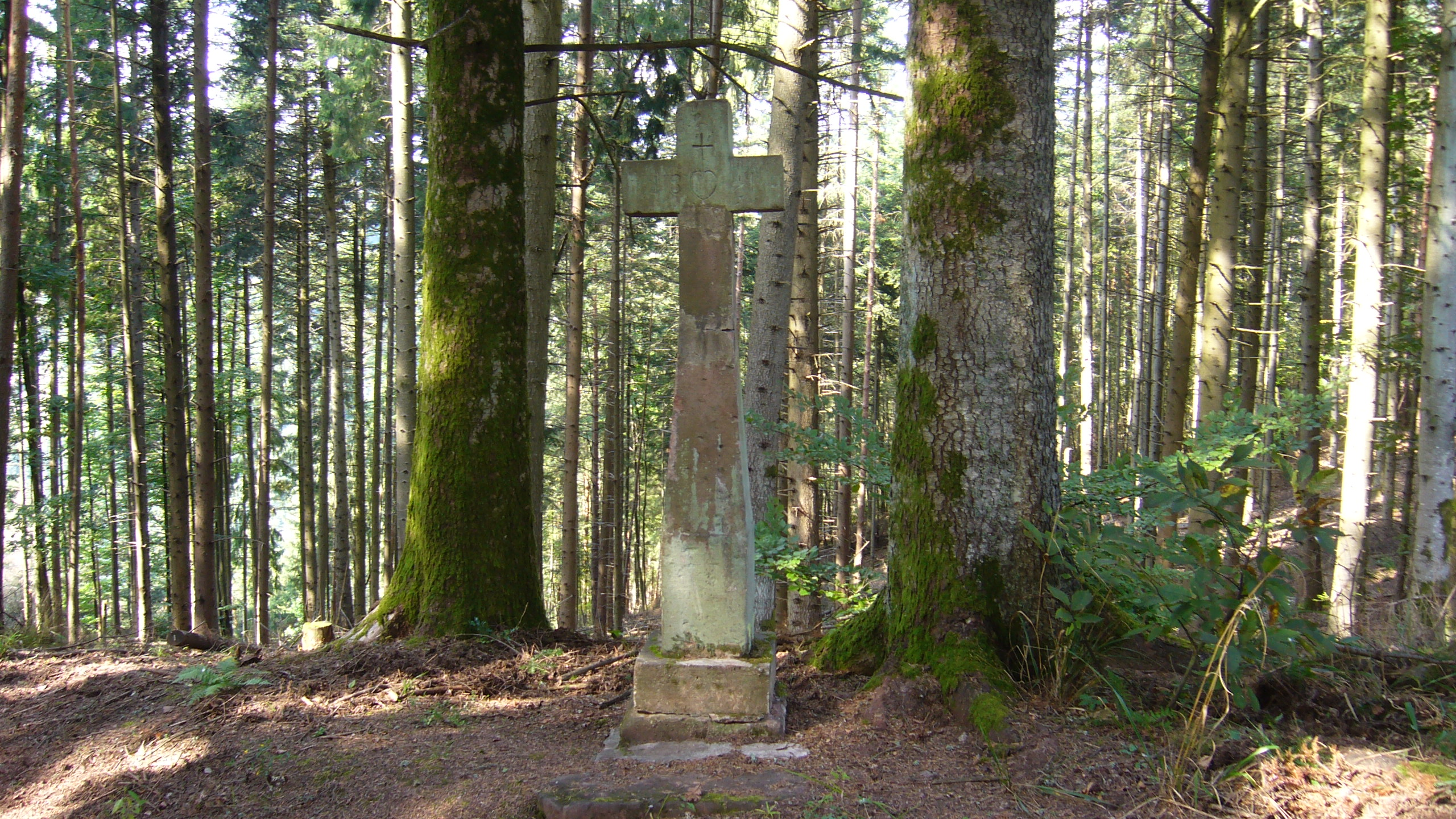
Croix forestière de Prérébois à Rombach-le-Franc (1841)

Située sur le chemin qui mène à Prérébois, près du col du Petit Haut, elle a été installée en 1841. La croix a subi un petit toilettage en 1976 et un renforcement de sa structure par un bûcheron de Rombach-le-Franc (Bruno Conraux). L’édification de cette croix pourrait être en rapport avec les anciennes mines de baryte qui se trouvent non loin de l’endroit, à la suite peut-être d’un décès accidentel.
- Hauteur de la croix : 1,75 m
- Largeur : 34 cm -
- Profondeur : 33 cm

### Croix à mi-chemin entre les mines et Prérébois

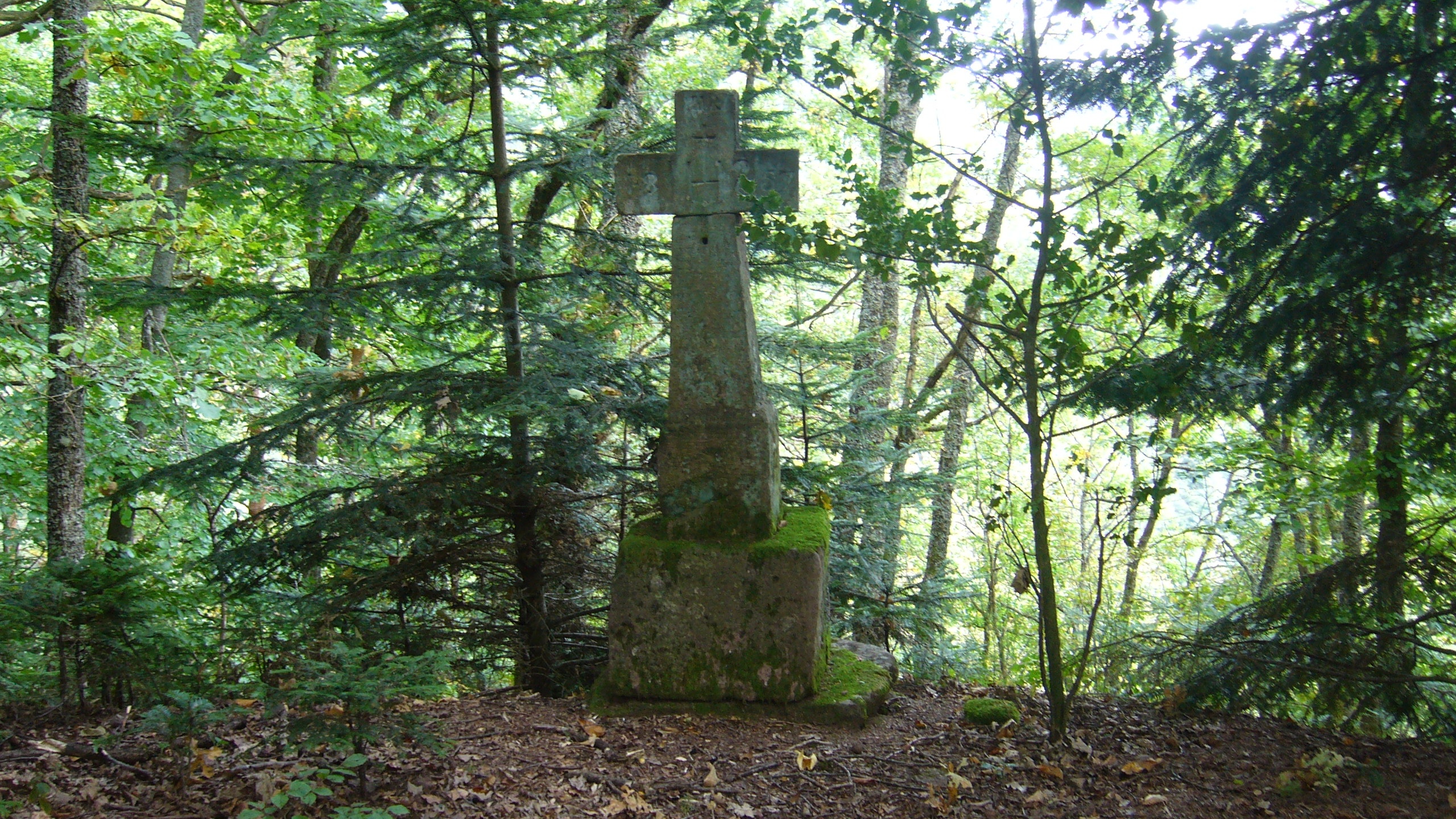
Croix forestière située entre les mines de baryte et Prérébois à Rombach-le-Franc (1789 puis reconstruit en 1857)

Erigée en 1857 en grès du Grand Haut. Les inscriptions DRL 1789 sont gravées sur le côté droit. La croix en grès est aussi connue sous le nom de « Noire-croix » ». Elle est située à 300 mètres du chemin qui descend depuis la croix de Prérébois jusqu’au Cheval Poirier, pas très loin des anciennes mines de baryte. Selon la légende c’est sur cet emplacement que deux frères tisserand de Villé auraient trouvé la mort alors qu’ils se rendaient à la recherche de travail dans la vallée de Lièpvre. On pense qu’à leur retour, ils ont dû s’arrêter dans des débits de boisson de la vallée (à Lièpvre et Rombach-le-Franc notamment) et poursuivant leur chemin à travers les bois, ont dû s’écrouler de fatigue, ce qui leur a été fatal. En effet on était en plein hiver, et les deux malheureux ont certainement été victimes du froid (hypothermie). Cette croix en grès a certainement été érigée une première fois en 1789 puis détruite au cours de la Révolution et reconstruite en 1857.
- Hauteur de la croix : 1,75 m
- largeur : 34 cm -
- Profondeur : 33 cm

### Croix du Mont

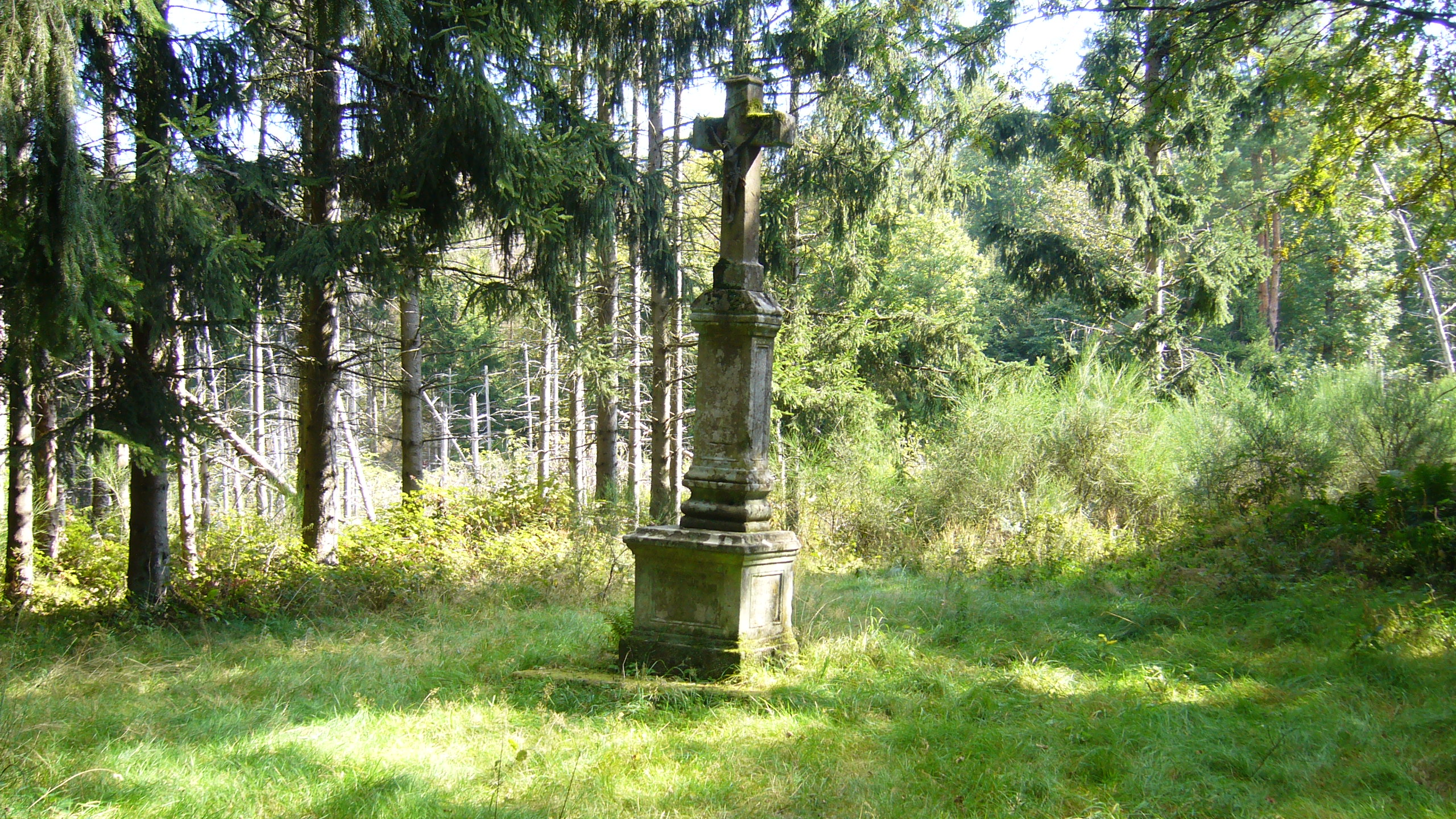
Calvaire du Mont à Rombach-le-Franc (1862)

La croix est située sur le col du Mont, appelé aussi « Col de Rombach », entre le chemin de Rombach-le- Franc et la descente de Musloch près de Lièpvre. Autrefois ce chemin était fréquenté dès 4 h du matin par les habitants de Rombach-le-Franc qui se rendaient dans les différents tissages de la vallée. Erigée le 30 mai 1862 et bénie le 5 octobre 1862 par l’abbé Joseph Maurer après les Vêpres. La croix a été installée par J.B. Jardel, tailleur de pierres de Rombach-le-Franc. Une légende circule sur cette croix : un facteur prenant un raccourci en passant par le "Mont" fut encerclé par des sorcières. Elles s’emparèrent du malheureux facteur qui sera balancé de part et d’autre. Il implora Dieu de le délivrer des griffes des sorcières et promit d’ériger une croix sur le mont en cas de délivrance. Aussitôt il fut sauvé. Les sorcières disparurent. L’homme tint parole et fit ériger une belle croix qui se dresse sur le sommet du Mont.
- Indulgence septennale de 40 jours, reconduite les 20.05.1862 et 06.03.1879

5 pater, 5 ave et 5 credo

### Croix du bas du village

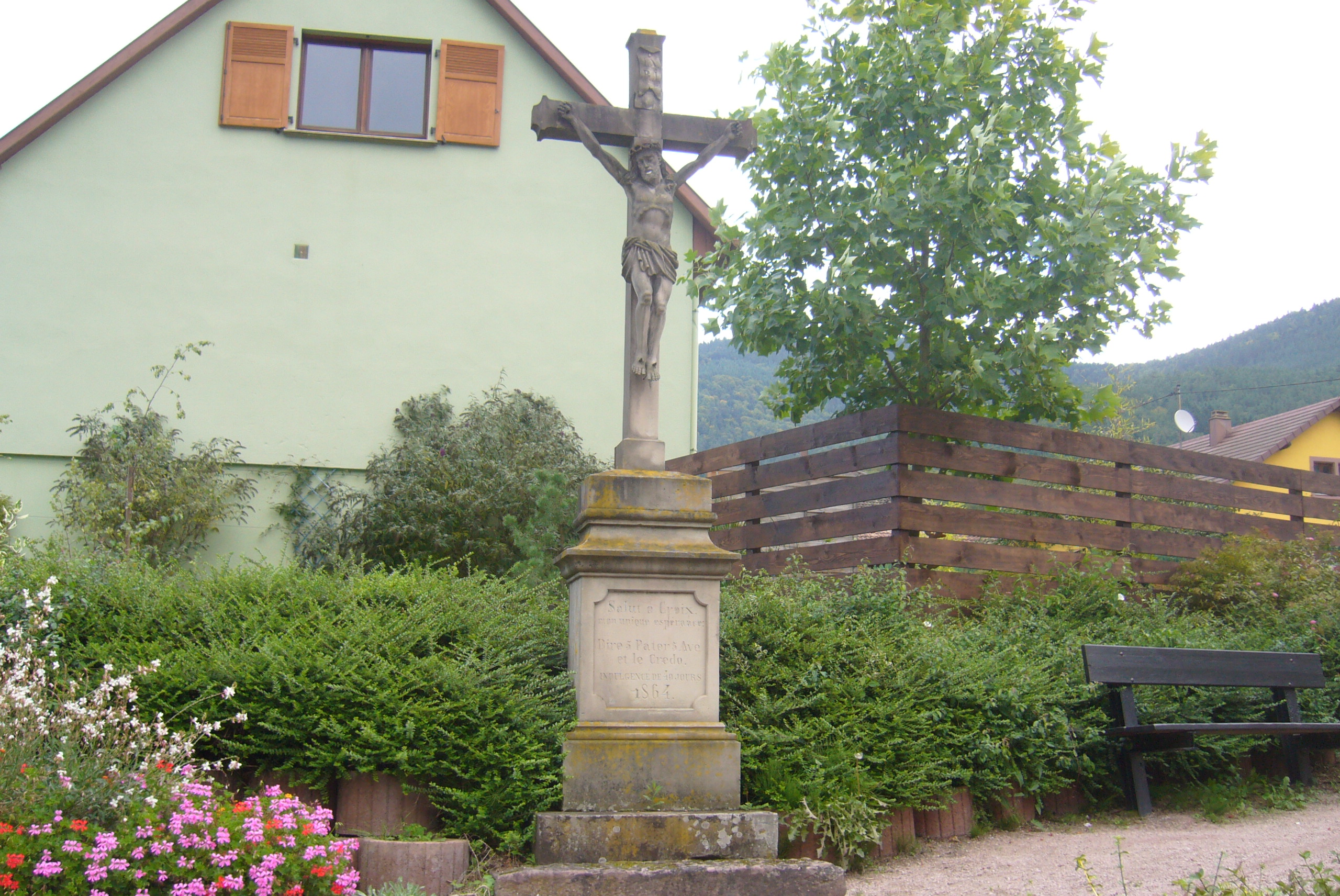
Croix de Saint-Marc à Rombach-le-Franc (1864)

Aussi appelée croix de Saint-Marc, elle fut érigée par M.. Conreaux (ancien maire) en 1864 et bénie par l’abbé Joseph Maurer le 23 octobre 1864.
Décision épiscopale du 19.10.1864
Renouvelée le 09.01.1872 et le 06.03.1879
- 5 Pater, 5 Ave et Credo. Indulgence septennale de 40 jours
- auteur de la croix : 4 m
- Largeur : 87 cm
- Profondeur : 54 cm

### Croix de Hargoutte

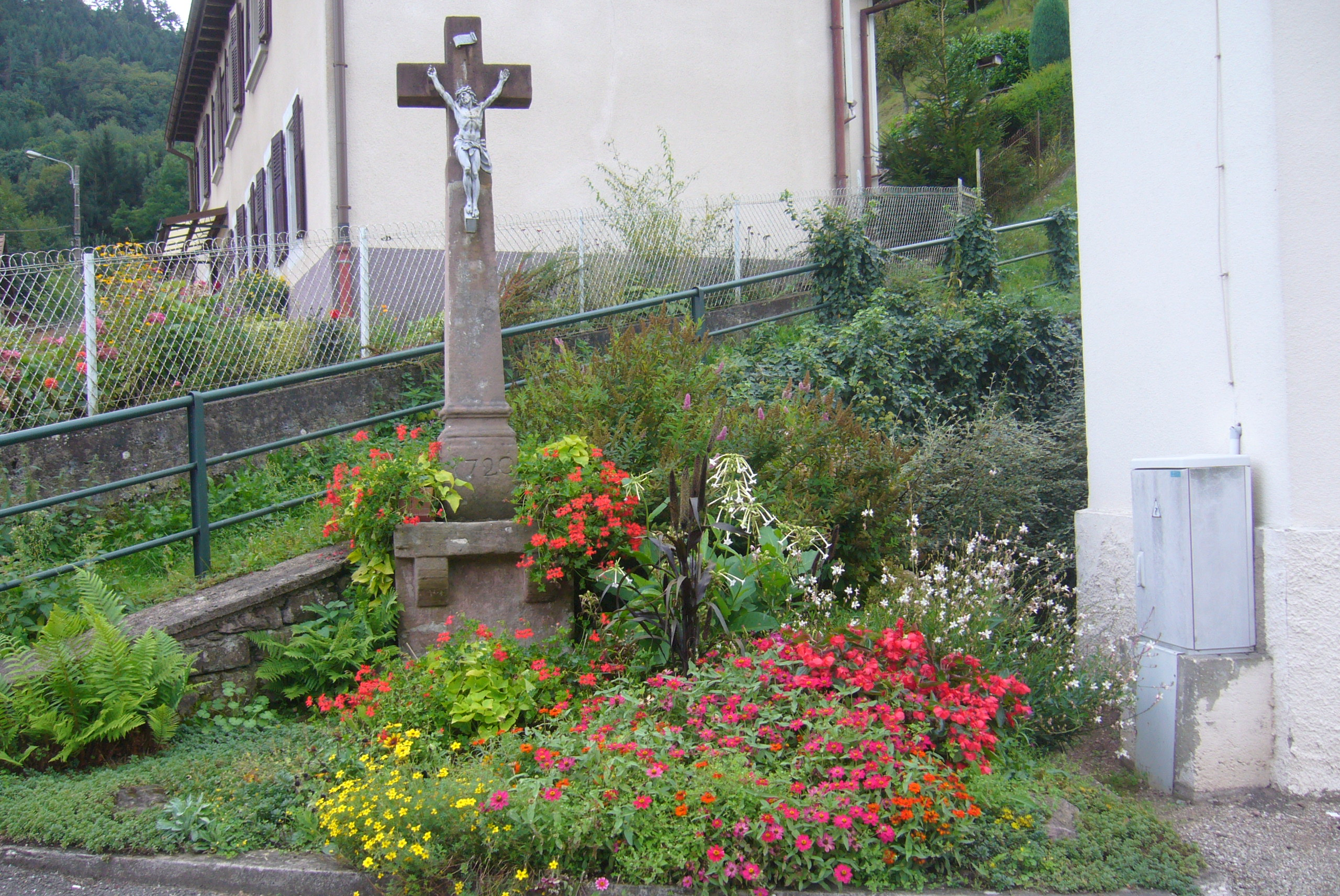
Calvaire de Hargoutte à Rombach-le-Franc (1720)

Située après le no 36 de la rue du Général de Gaulle au carrefour du vallon de Hargoutte, pratiquement au centre du village. Elle a été élevée en grès du pays, tout comme la majorité des maisons d’habitation et les édifices de l’époque. La croix porte le millésime 1720 et est probablement l’une des plus vieilles croix du village. Érigée d’abord de l’autre côté du chemin de Hargoutte, elle aurait été emportée à la suite d’un éboulement et reconstruite dans le sens opposé à sa première installation. À la suite de cet éboulement plusieurs maisons avaient été détruites et le cours du Rombach modifié. La table en grès reposant devant la croix aurait pu servir d’autel lors des processions. Ce calvaire a sans doute été régulièrement entretenu depuis sa fabrication, ce qui explique peut-être l'excellent état de conservation de ce monument.
- Hauteur de la croix : 2,50 m
- Largeur : 87 cm
- Profondeur : 54 cm

### La grande croix du cimetière

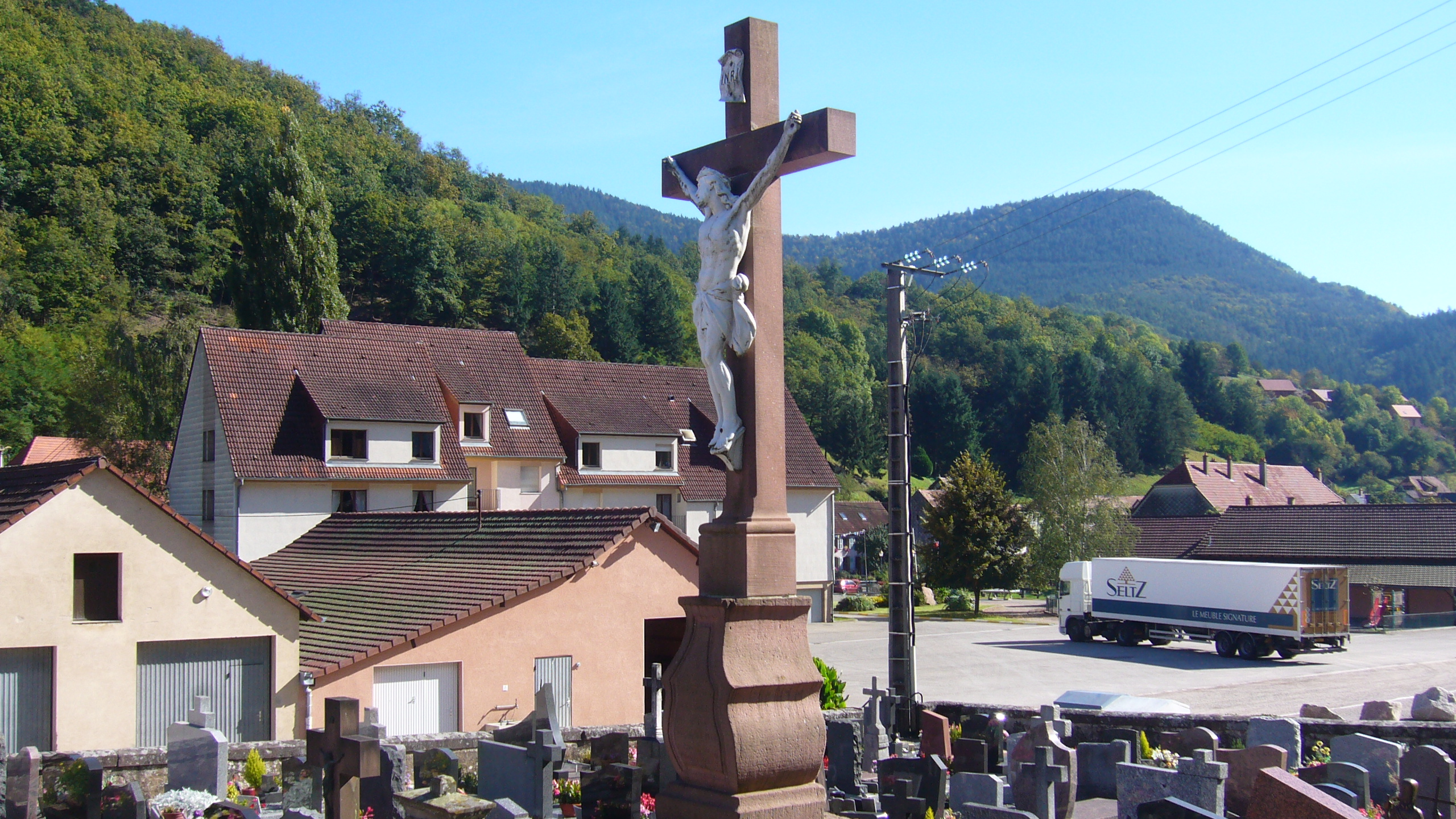
Grande croix du cimetière de Rombach-le-Franc (1823)

Cette grande croix a été érigée par la municipalité en 1823 en hommage à l’abbé Boulanger, premier curé de Rombach-le-Franc. À l’époque cette croix se trouvait adossée à un mur qui démarquait la limite du cimetière. En 1840 l’abbé Jean Louis Monsch le nouveau curé de la commune décida de faire déplacer la croix avec le nouvel aménagement du cimetière. La municipalité protesta et la croix fut ainsi maintenue à l’endroit même où reposait l’abbé Boulanger. Ce déménagement de la croix partait sans doute d’un bon sentiment, mais l’abbé Monsch n’avait sans doute pas mesuré l’attachement historique qui reliait encore une partie de la population pour l’œuvre de l’abbé Boulanger. Le curé cantonal de Sainte-Marie-aux-Mines, l’abbé Bader, qui avait été saisi par l’évêque de Strasbourg démêla le contentieux et estima que la grande croix dressée en vénération pour l’abbé Boulanger devait rester au même emplacement où dormait le premier curé de Rombach-le-Franc. Le 13 novembre 1911 la grande croix est renversée lors d’un tremblement de terre. Le 3 mars 1912 le conseil municipal chargea l’entreprise Jules Wimmer de Sainte-Marie-aux-Mines d’y réaliser les travaux de restauration pour une somme de 380 marks. La dépense sera couverte par une vente de bois. Sur la pierre tombale on peut lire l’épitaphe suivante : « Ici repose en paix Jean Joseph Boulanger, premier curé de cette paroisse qu’il a gouverné pendant 37 ans et 5 mois. Né à Sainte Marie-aux-Mines le 31 mars 1743, mort le 31 août 1823. Pieux zélé charitable doué d’une aimable gaieté, vrai prêtre vrai pasteur. Sa vie comme sa mort furent celles du juste chrétien. Imitez-le. Pauvres pleurez le. Paroissiens priez pour lui ». À la Libération de 1945, un éclat d’obus endommage la grande croix du cimetière. Le grand Christ qui y est fixé est amputé des deux jambes. L’abbé Henri Guth, alors curé de Rombach-le-Franc demande à la municipalité d’entreprendre des travaux de réfection sur la croix. Le prix de la réparation est estimé à 16 000 francs anciens. La municipalité se fera rembourser auprès des services des dommages de guerre.
- Hauteur de la croix : 4,50 m
- Largeur : 86 cm
- Profondeur : 85 cm

### Croix du Soldat

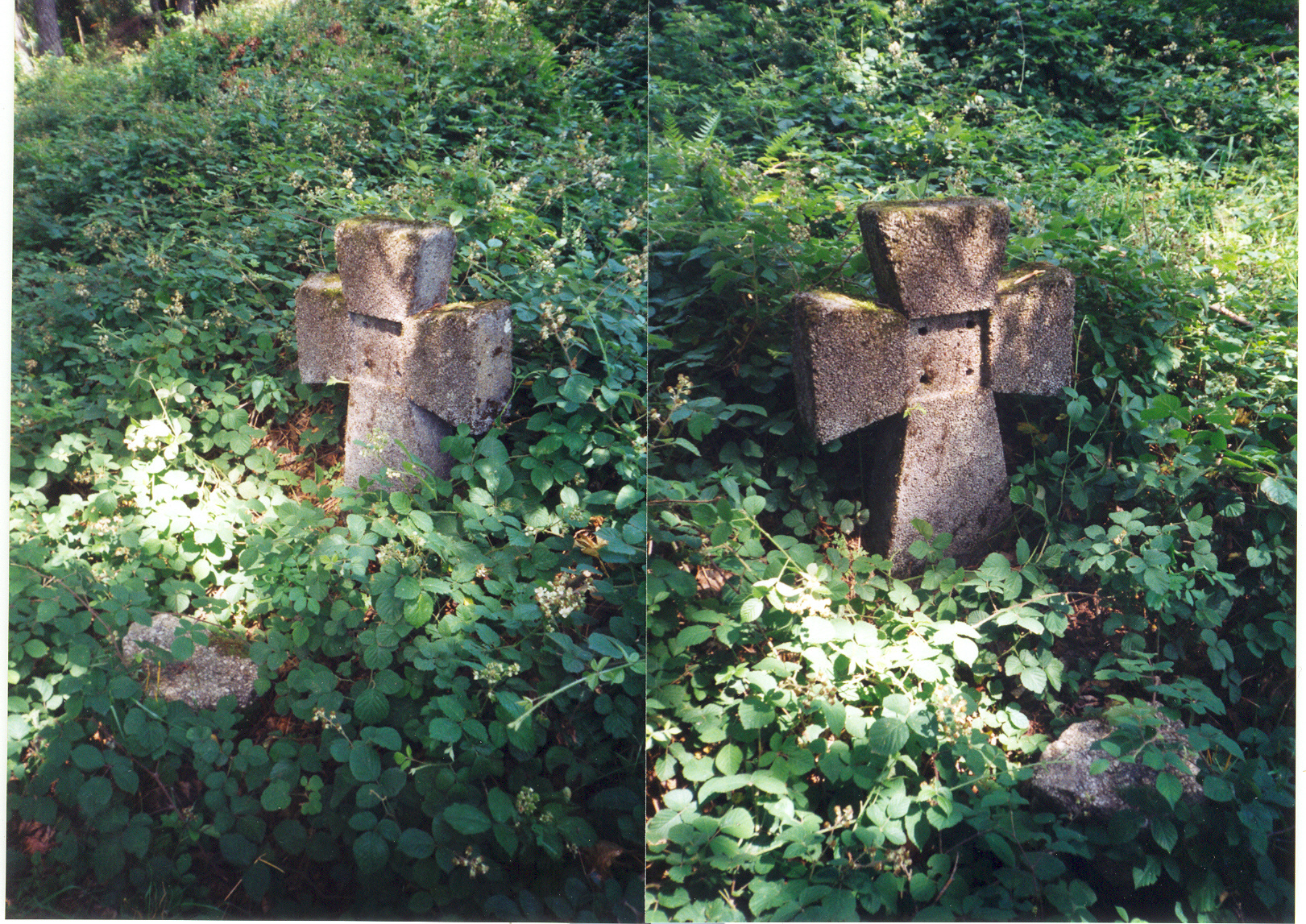
Croix du Soldat entre le Col de Fouchy et Prérébois (1914)

Cette croix est située sur un pré clôturé situé entre Prérébois et le Col de Fouchy. Elle a été dressée en hommage à un soldat allemand de la Première Guerre mondiale qui a trouvé la mort sur cet emplacement. Rombach-le-Franc appelé alors Deutsch Rumbach avait été incorporé depuis 1871 jusqu’en 1918 dans le Reich allemand. Les restes du soldat allemand décédé à l’emplacement du pré de Prérébois ont été exhumés après la Première Guerre mondiale et transférés au cimetière militaire de Villé. Sur cette croix figurait une inscription avec le nom de la personne qui a trouvé la mort sur cet emplacement. Malheureusement cette plaque a été arrachée en 2002.

### Niche de la Vierge

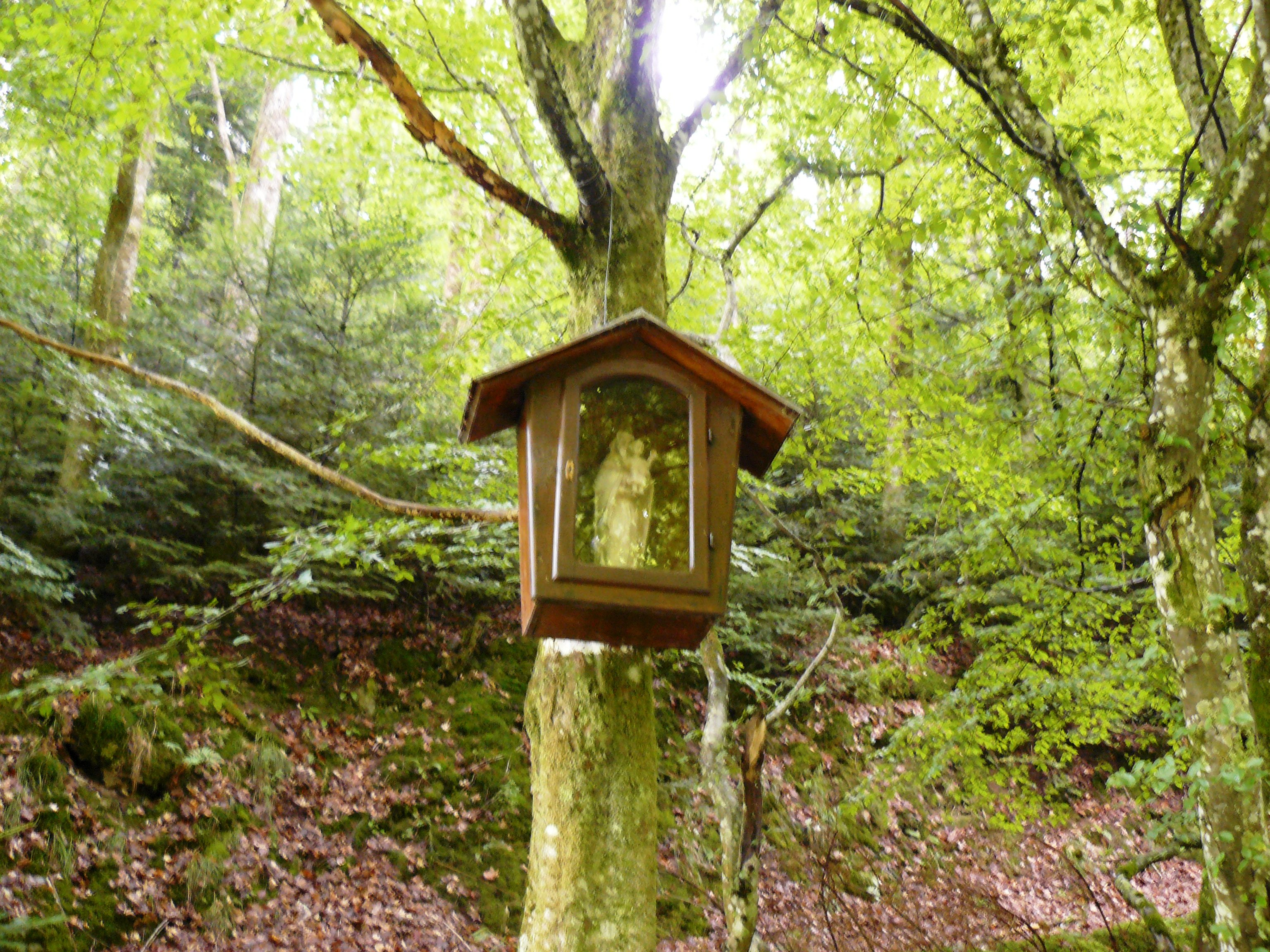
Petite niche de la Vierge fixée sur un arbre qui mène vers le chemin du vallon de Pierreusegoutte

Cette petite niche sous verre contenant une statue de la Vierge est installée sur un arbre sur la route qui va vers le vallon de Pierreusegoutte. On ne connaît pas exactement l'histoire de cette niche et la raison pour laquelle cette statue a été installée. Selon toute vraisemblance, cette niche a été installée par un habitant de Rombach-le-Franc en signe de reconnaissance pour un accident dont la personne est sortie indemne. Cette niche a été refaite depuis pour remplacer celle qui se trouvait à l'origine.

## Croix disparues

### Croix du Col du Petit Haut
Dans la montée assez raide, longue de 600 mètres, à 250 mètres de la crête, qui mène au Petit Haut, on pouvait voir encore dans les années soixante, une simple croix en bois fixé à un arbre. Cette croix avait été installée à cet endroit vers 1880 en hommage à Stéphane Zimmermann résidant à Bassemberg qui serait mort d’épuisement à cet endroit. Il revenait semble-t-il de la vallée de Sainte-Marie-aux-Mines où il avait livré la toile tissée chez lui, comme cela se pratiquait couramment dans de nombreux foyers du Val de Villé. Le tissage à domicile fournissait à de nombreuses familles de la vallée, qui cultivaient leur lopin de terre, l’essentiel de leurs ressources financières. Cette croix en bois, aujourd’hui complètement disparue, pourrie avec le temps, est tombée sur le sol et n’a pas été remplacée.

### Croix du Hareng
Située autrefois à proximité de la cabane des chasseurs au Petit Haut, dans la forêt au-dessus des anciennes mines. La croix a été érigée en 1848 par un garde-chasse qui habitait la Biaise, en hommage au décès accidentel à l’âge de 26 ans de Jean Baptiste Ruyer dit « le hareng ». Il avait reçu le sobriquet de hareng en raison de son aspect chétif, d’où quelquefois le nom de croix du hareng. Il était le fils de Jean Baptiste Ruyer et Marie Claire Stouvenot. Il sera tué par le garde chasse le 28 mars 1848 au lieu-dit du Petit Haut alors qu’il ramassait du bois mort. Il est probable qu’il n’a pas entendu les sommations du garde chasse qui lui demandait d’arrêter de ramasser du bois. Le garde chasse prétend que le « hareng » était aussi en train de braconner. Selon les anciens de Rombach-le-Franc « le hareng » était sourd. Il n’a donc pas pu entendre les sommations d’usage. Cette croix en bois n’existe plus aujourd’hui abîmée par l'usure du temps. Seule subsiste encore la cabane des chasseurs, appelée aussi cabane de Paul Maurer. La croix du hareng a souvent été confondue avec la croix de Prérébois.

### Croix de la Creuse des Vignes
Cette croix se trouvait dans le coin droit, à l'intersection des rues de la Creuse des Vignes et de la Vaurière. Le piedestal est actuellement couché sur le pré d'une propriété privée et le Christ en fonte est entreposé dans la petite cabane du cimetière du village de Rombach-le-Franc.Cette croix a été brisée accidentellement à la suite d'une chute d'un arbre fruitier qui s'est abattu sur elle.

## Croix située en dehors du ban de Rombach-le-Franc

### Croix du Col de Schlingoutte
(Altitude 660 mètres)

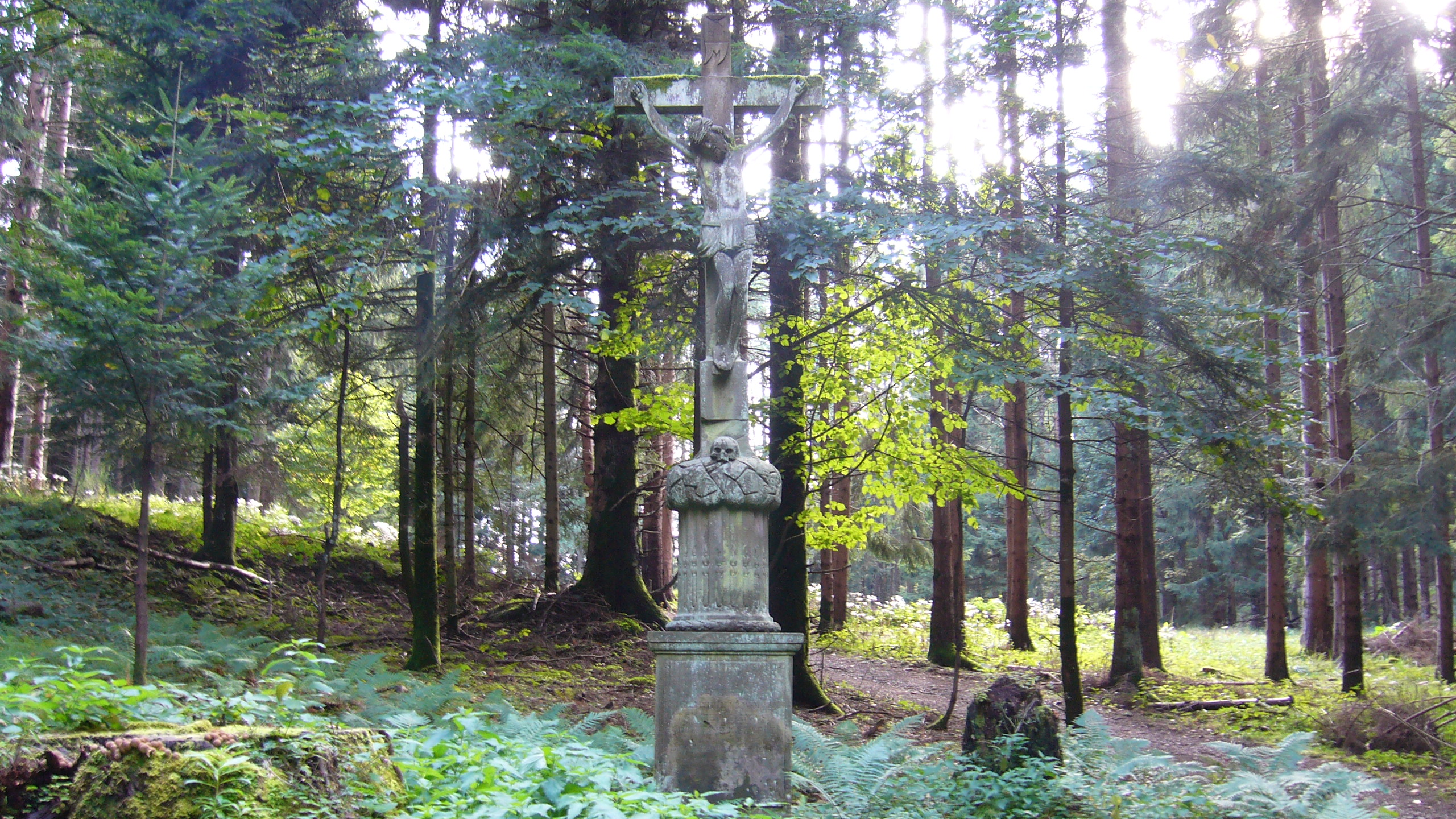
Calvaire du Col de Schlingoutte (1828)

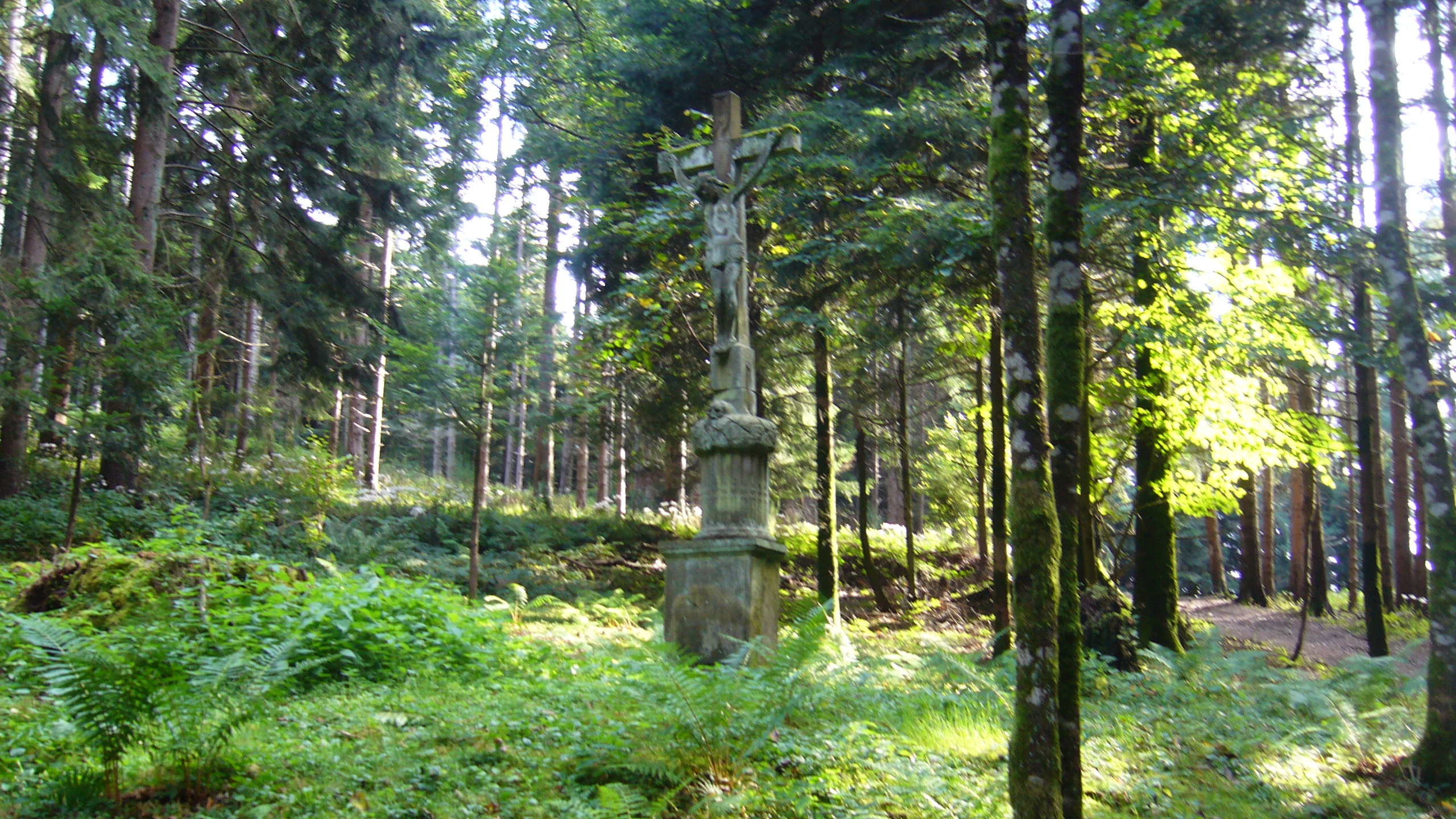
Calvaire du Col de Schlingoutte (1828)

Située à proximité immédiate du col de Schlingoutte (altitude 660 mètres), sur la forêt privée appartenant au patron des Transports Francis Sengler, la croix a été édifiée en 1828 par J.P. Wollmos et sa femme Christine Lambert et se trouve sur le ban de Fouchy (Bas Rhin) à environ 30 mètres des bornes limites de Rombach-le-Franc. Christine Lambert est originaire de la Hingrie et a marié J.P. Vollmos en 1797 et habitait une ferme située à Schlingoutte avec son mari. Il existe plusieurs possibilités pour accéder à Schlingoutte. Depuis Rombach-le-Franc on peut s’y rendre en passant par la Hingrie jusqu’au refuge du Club vosgien. De là prendre le « chemin des Allemands » appelé ainsi parce qu’il fut construit par les Allemands pendant la Première Guerre mondiale pour y amener des munitions vers le front de la chaume de Lusse où se déroulaient de violents combats. Ce parcours rejoint ensuite le « chemin de Lorraine » parce que c’était la seule route qui conduisait à Lubine et qui s’engouffrait dans la forêt du Chaud Rain. Il commençait après le chemin à gauche qui part depuis la chapelle de la Hingrie pour s’enfoncer dans la forêt du Chaud Rain et rejoindre l’actuel chemin des Allemands. Continuer tout droit jusqu’au troisième chemin qui tourne à gauche avant d’arriver au col de Noirceux. À pied il vous faudra environ 45 minutes pour vous rendre au col de Schlingoutte à partir du refuge du club vosgien de la Hingrie. Une autre possibilité pour se rendre au col de Schlingoutte consiste à prendre le deuxième chemin qui va à gauche, puis de prendre immédiatement le chemin qui va à droite. Le col se trouve à 15 minutes de marche. Un autre itinéraire consiste à aller jusqu’au col de la Hingrie et de là prendre le chemin qui va au col de Schlingoutte. Il vous faudra à partir de cet endroit marcher pendant une heure. On peut également s’y rendre à partir du col de Fouchy en descendant vers le col de Noirceux. Suivre ensuite à pied le circuit du Rohou balisé par le club vosgien. Après 20 minutes de marche on arrive au col de Schlingoutte. Le crucifix de Schlingoutte est en grès gris sculpté réalisé par un professionnel. Le socle est enterré. La hauteur totale est de 4,30 m. Sur la face du piédestal on trouve l’inscription : « Cette croix a été érigée en l’honneur de Jésus / par le pieux J.P. Wollmos / et sa pieuse épouse / Christine Lambert / …. L’entrepreneur de cet auguste / ouvrage » (le dernier mot du texte est pratiquement illisible. On croit reconnaître les lettres S.T.I.C). On raconte que cette croix a été érigée par les personnes dont les noms figurent sur le piédestal à la suite d’un forfait dont les personnes encore au courant ne tiennent pas à divulguer le contexte.

## Calvaires proches de Rombach-le-Franc
- Croix et calvaires de Lièpvre
- Croix et calvaires de Sainte Croix-aux-Mines
- Calvaires de Fouchy